# Upotte!!
Upotte!! (うぽって!!?) è una serie manga realizzata dall'autore Kitsune Tennouji, adattata in original net animation (ONA) nel 2012. Il titolo della serie deriva dalla pronuncia al contrario di 鉄砲 (Teppou?, pistole).

## Trama
Alla Seishou Academy, un nuovo insegnante appena trasferito scopre che le studentesse della scuola utilizzano con maestria pistole e varie armi da fuoco. Non solo: le ragazze non sono solo abili tiratrici, ma sono elle stesse delle armi antropomorfe. Gli studenti di questa scuola sono divisi in tre differenti classi: i fucili d'assalto (rappresentati come studenti delle scuole medie), i fucili da battaglia (studenti delle scuole superiori) ed i fucili mitragliatori (studenti delle scuole elementari).

## Personaggi

### Classe dei fucili d'assalto
FNC (Funko) (?)
Doppiata da Iori Nomizu
Protagonista della serie, soprannominata Funko, è una ragazza di piccole dimensioni ma di grande energia. Lei è un FN FNC belga.
16 (Ichiroku) (?)
Doppiata da Misuzu Togashi
Migliore amica di Funko, è dotata di una personalità dura, ma generosa. È un M16A4 statunitense.
L (?)
Doppiata da Misato Fukuen
Un'altra cara amica di Funko. È calma e timida, e considera Funko una sorella maggiore. È un Enfield SA-80 britannico.
Sig (?)
Doppiata da Kaori Sadohara
Un'altra amica di Funko. Si tratta di una ragazza studiosa e matura. È un SIG SG 550 svizzero.
Genkoku (?)
Doppiata da Takayuki Kondō
Insegnante della classe di Funko e delle altre, Arriva alla Seishou Academy senza sapere nulla sui propri studenti, ed è l'unico personaggio umano della serie.

### Classe dei fucili da battaglia
Fal (?)
Doppiata da Mina
Sorella maggiore di Funko. È un fucile L1A1 ed è la leader naturale della propria classe.
14 (Ichiyon) (?)
Doppiata da Saeko Zōgō
Sorella maggiore di Ichiroku, considerata da tutti un maschiaccio, benché sia bellissima. È un fucile M14 statunitense.
G3 (?)
Doppiata da Mami Kosuge
È un fucile G3A3 tedesco. Nonostante l'aspetto serioso, è una ragazza molto affettuosa, ed ha numerose sorelle nella classe dei fucili mitragliatori.
Ms. Fujiko (?)
Doppiata da Yuu Asakawa
Insegnante nella classe dei fucili da battaglia, è un fucile FG 42 tedesco.

### Classe dei fucili mitragliatori
MP (?)
È la sorella minore preferita di G3, è una mitragliatrice MP5A2 tedesca.
HK (?)
È una mitragliatrice HK53 tedesca, dotata di una altezza superiore a quella delle sue compagne.
UZI (?)
Autoproclamatasi rivale di MP, è una mitragliatrice IMI Uzi israeliana.
Ms. Thompson (?)
Doppiata da Sayaka Ōhara
Insegnante della classe dei fucili da battaglia. È un Thompson statunitense.

## Media

### Manga
Il manga Upotte!! di Kitsune Tennouji ha iniziato ad essere serializzato sulla rivista Young Ace della Kadokawa Shoten nel 2009. Successivamente la serie è stata trasferita su 4-Koma Nano Ace, ed in seguito su Shōnen Ace. Ad oggi sono stati resi disponibili quattro volumi tankōbon.

### ONA
Una serie original net animation (ONA) adattata dal manga è stata prodotta dallo studio Xebec, ed è iniziata in Giappone l'8 aprile 2012 e si è conclusa il 9 giugno dello stesso anno.

#### Episodi
| Nº | Giapponese 「Kanji」 - Rōmaji               | In onda        | In onda |
| Nº | Giapponese 「Kanji」 - Rōmaji               | Giapponese     |         |
| 1  | 「にぎって たもって」 - Nigitte Tamotte     | 8 aprile 2012  |         |
| 2  | 「きばって うかって」 - Kibatte Ukatte      | 15 aprile 2012 |         |
| 3  | 「あらって こすって」 - Aratte Kosutte      | 22 aprile 2012 |         |
| 4  | 「うたって きそって」 - Utatte Kisotte      | 29 aprile 2012 |         |
| 5  | 「かすって さかって!!」 - Kasutte Sakatte!! | 6 maggio 2012  |         |
| 6  | 「うばって あせって」 - Ubatte Asette       | 13 maggio 2012 |         |
| 7  | 「ぶるって みまって」 - Burutte Mimatte     | 20 maggio 2012 |         |
| 8  | 「まわって しかって」 - Mawatte Shikatte    | 27 maggio 2012 |         |
| 9  | 「もやって いかって」 - Moyatte Ikatte      | 2 giugno 2012  |         |
| 10 | 「でもって うぽって」 - Demotte Upotte      | 9 giugno 2012  |         |

#### Colonna sonora
Sigla di apertura
- I.N.G. cantata da sweet ARMS

Sigla di chiusura
- Himekuri (ひめくり?) cantata da Kaori Sadohara